# Michał Hańko
Michał Hańko, biał. Міхась Ганько (ur. 28 lutego 1918 w Kolędzinie w rejonie Mołodeczna, zm. ?) – białoruski publicysta i działacz narodowy, przewodniczący Związku Młodzieży Białoruskiej podczas II wojny światowej

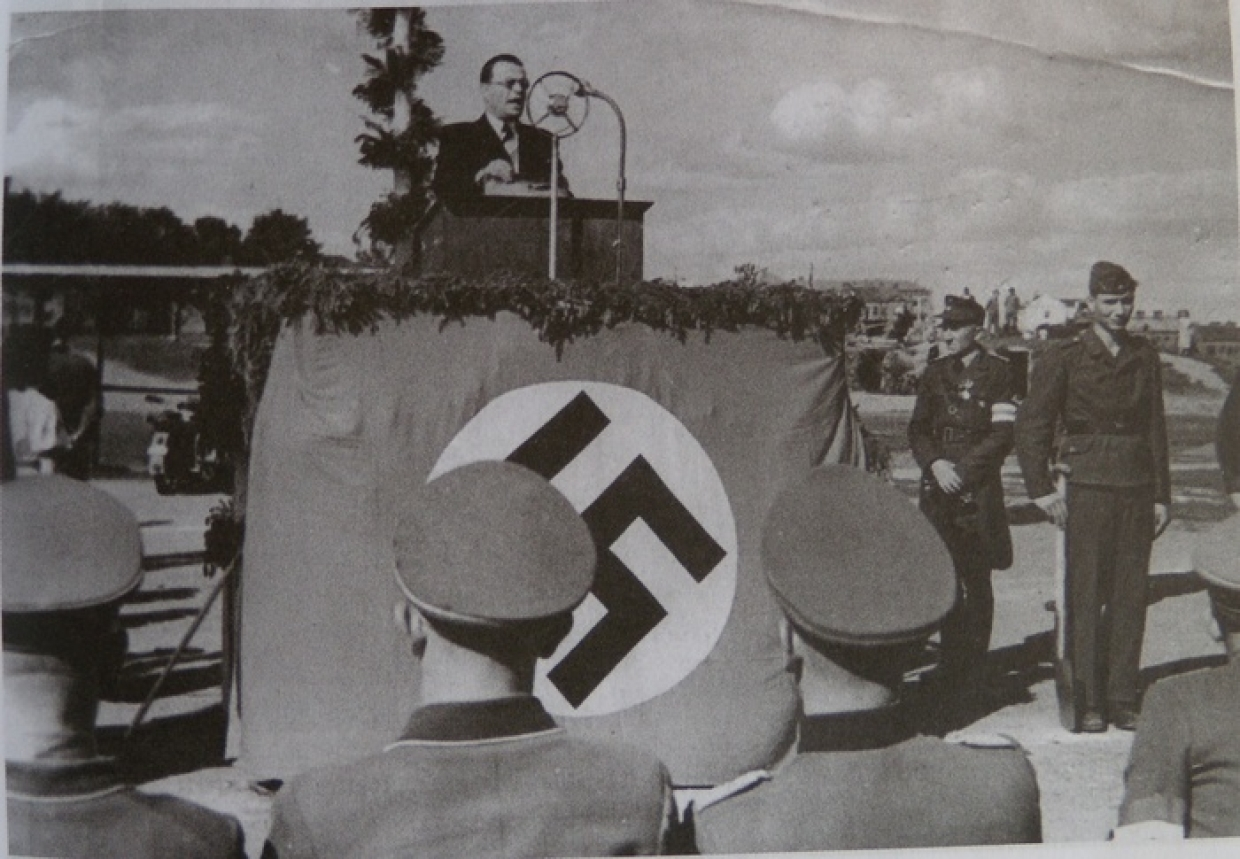
Radosław Ostrowski przemawia na wiecu w Mińsku. Na prawo od trybuny stoi Michał Hańko

Studiował medycynę na uniwersytecie w Wilnie. Został zmobilizowany do Armii Czerwonej. Wkrótce po ataku wojsk niemieckich na ZSRR dostał się do niewoli i został osadzony w obozie jenieckim. Wypuszczony na wolność dzięki wstawiennictwu Fabiana Akińczyca podjął współpracę z Niemcami. Został skierowany do szkoły propagandystów. W 1942 przyjechał do okupowanego Mińska, gdzie działał w oddziale propagandy Komisariatu Generalnego „Białoruś”. Od czerwca 1943 stał na czele sztabu głównego Związku Młodzieży Białoruskiej. Był podporządkowany komisarzowi generalnemu Wilhelmowi Kubemu, jemu zaś – kierownicy okręgowi, którym z kolei podlegali kierownicy rejonowi. Jednocześnie redagował pismo Związku „Жыве Беларусь”. 27 czerwca 1944 r. uczestniczył w Mińsku w obradach II Kongresu Wszechbiałoruskiego, po czym natychmiast wyjechał do Niemiec. Na pocz. 1945 wstąpił do Białoruskiej Partii Niepodległościowej. Jednocześnie został oficerem batalionu desantowego „Dalwitz” złożonego z Białorusinów. Redagował też pismo „Змагар”. Po rozpuszczeniu batalionu na przełomie kwietnia i maja 1945 w Czechach, dalsze losy M. Hańko są nieznane. Według części źródeł przedostał się na Białoruś, gdzie uczestniczył w białoruskiej partyzance antykomunistycznej. Zginął, albo udało mu się zbiec na Zachód.